# Néstor Deval
Néstor Deval (nacido y fallecido en Buenos Aires[¿cuándo?]) fue un reconocido actor argentino de cine y teatro, cantor y pianista, que incursionó tanto en Argentina como en España. Era pariente del también actor Raúl Deval.

## Carrera

### Filmografía
Su trayectoria en cine fue muy extensa. Tuvo roles destacados (mayormente de joven galancito) en unos 20 filmes entre 1939 y 1964. Estos son:
- 1939: Ambición
- 1940: La carga de los valientes
- 1941: La quinta calumnia
- 1941: La mujer y la selva, junto a Fanny Loy y Carlos Peredi
- 1941: Al marido hay que seguirlo
- 1948: La Secta del trébol como Lemos
- 1949: Juan Globo
- 1950: Fangio, el demonio de las pistas
- 1950: Pies descalzos, junto con Alberto Closas y María Santos
- 1951: Reportaje en el infierno
- 1951: Mi vida por la tuya
- 1952: Un guapo del 900
- 1952: Mi noche triste
- 1954: Guacho
- 1955: Los hermanos corsos
- 1956: Sangre y acero como Jacinto
- 1957: Fantoche
- 1960: La potranca, junto con Maruja Montes
- 1964: La boda

Deval trabajó como productor asociado en España en combinación con lnternacional Films Española S.A. de Emiliano Piedra, basado en  una famosa novela muy trágica y atractiva de Ángel María de Lera.

### Teatro
En 1945 actuó en la obra Juan Globo, que debido a su gran éxito y repercusión posteriormente fue llevada al cine.
En 1972 actuó en la obra Mi querido profesor, junto a  Luis Sandrini.

### Radio
En radio se presentó en 1939 en LS8 donde mostró sus facetas musicales. También trabajó con el músico y bandoneonista Víctor Silveira.